# 갈수

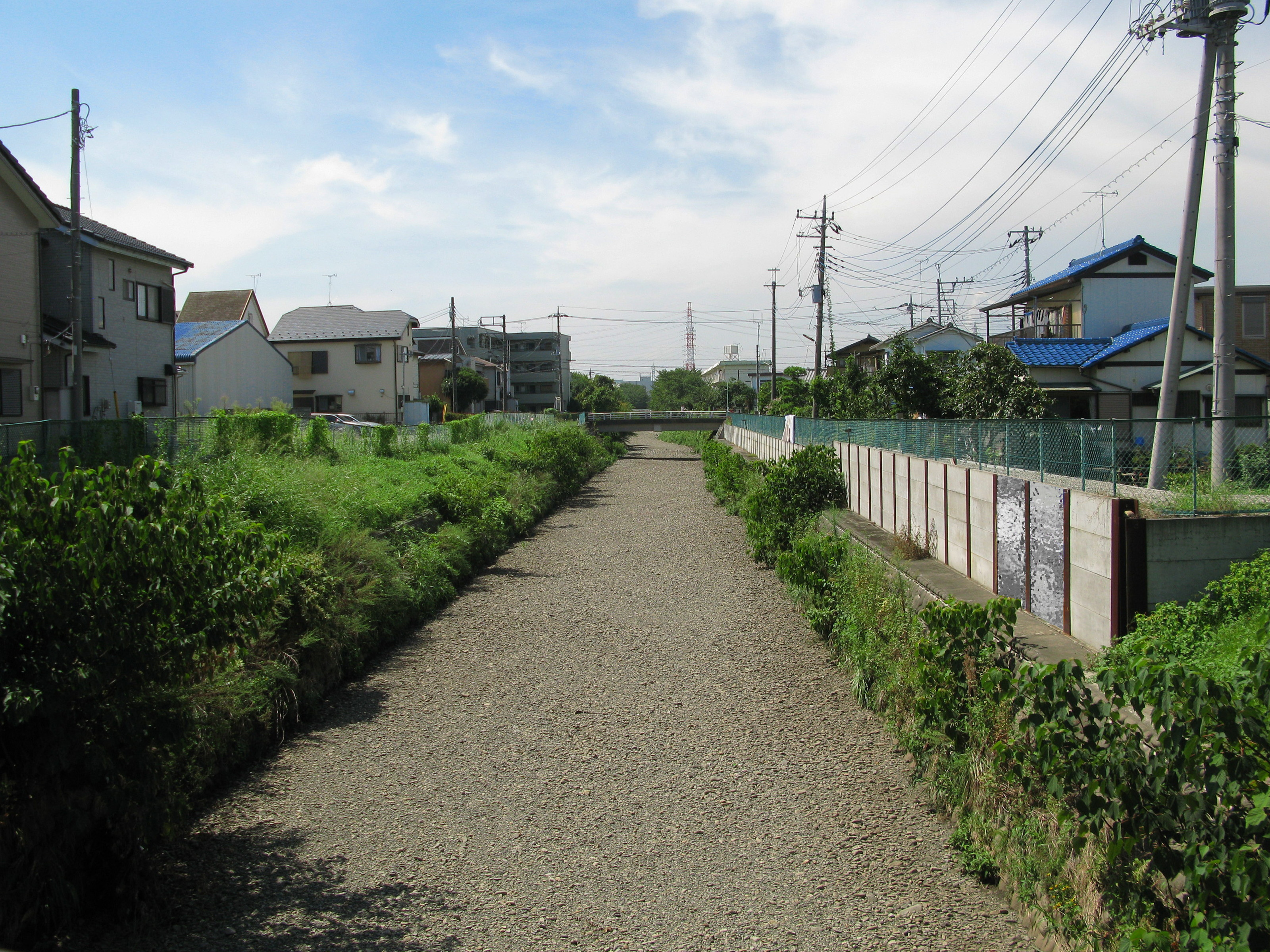
갈수로 물이 끊긴 일본 토시토라즈강.

갈수(渴水)는 강우량이 없어서 수원지가 말라붙는 상황이다. 수문학적 가뭄에 해당한다.
갈수가 일어나면 상수도 공급이 끊긴다. 이에 따라 공장, 농장, 의료기관, 교육기관, 소방활동, 상업활동, 일반가정에 광범위한 악영향을 미친다.